# Walcot (Shropshire)
Walcot – wieś w Anglii, w hrabstwie ceremonialnym Shropshire, w dystrykcie (unitary authority) Telford and Wrekin. Leży 11 km na wschód od miasta Shrewsbury i 215 km na północny zachód od Londynu.